# Logitech G29
El Logitech G29 es un volante de videojuegos creado por Logitech diseñado para Playstation 3, Playstation 4 y computadora.Que reemplazó el Logitech G27 en 2015.
El Logitech G920 es su homólogo compatible con la Xbox One y PC, con diferentes botones y logos.